# Acidose

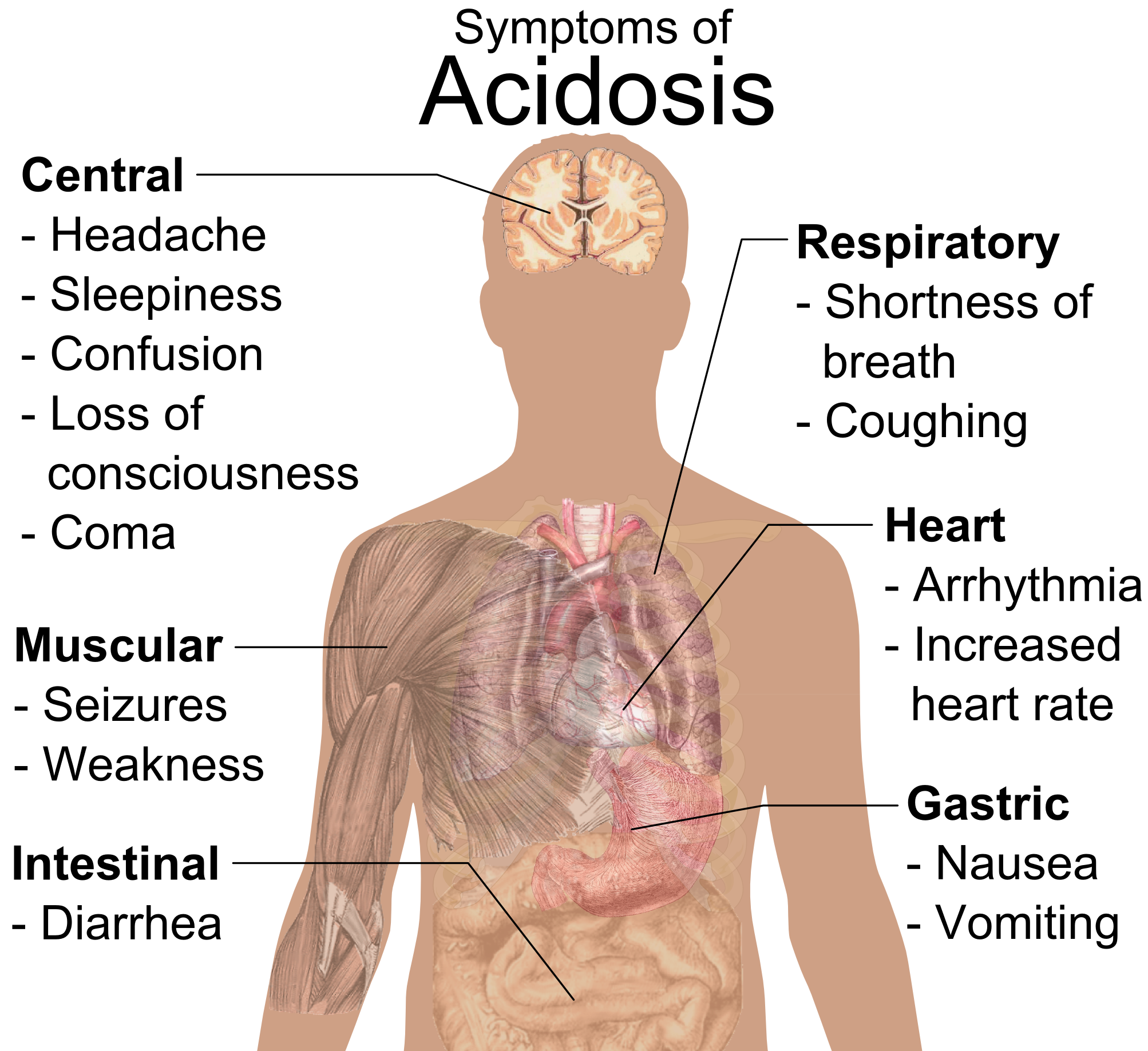
Verschillende symptomen van acidose

Acidose of verzuring is een proces waarbij het bloed verzuurt door ophoping van zuren of verlies van basen/alkali. Een normale pH ligt bij mensen tussen de 7,35 en de 7,45. Bij een pH lager dan 7,35 is er sprake van een acidemie (te veel zuur in het bloed). Is de pH hoger dan 7,45, dan is er sprake van een alkalemie (te veel base in het bloed).
Op grond van het ontstaansmechanisme kan een acidose ingedeeld worden in twee categorieën:
- Respiratoire acidose: hierbij wordt te weinig koolzuur uitgeademd, en hoopt het zich op in het bloed/lichaam. Dit komt onder andere voor bij COPD, Astma, verstikking of door intoxicatie met benzodiazepinen of opiaten.
- Metabole acidose: Hierbij worden zuren gevormd in het lichaam die onvoldoende worden afgevoerd of geneutraliseerd. Dit komt onder andere voor bij ketoacidose (diabetes mellitus), lactaatacidose (verzuring bij zware lichamelijke inspanning), bij nierinsufficiëntie en bij methanol-vergiftiging.

Beide mechanismen kunnen elkaar tot zekere hoogte compenseren: een metabole acidose wordt respiratoir gecompenseerd door sneller te ademen, waardoor meer koolzuur wordt uitgeademd. Een respiratoire acidose kan door de nieren metabool gecompenseerd worden door extra zuur uit te scheiden. Als er sprake is van volledige compensatie dan is de pH normaal, maar toch is er sprake van een chemische onbalans. Deze is gedefinieerd als de base excess. Die geeft namelijk alleen de metabole component aan: hij is verhoogd bij een metabole alkalose en verlaagd ('base deficit') bij een metabole acidose.
In het bloed zijn er verschillende plasmabuffers om de pH in stand te houden. De kwantitatief belangrijkste buffer is de CO2/bicarbonaat (HCO3)-buffer:
{\displaystyle {\ce {H+ + HCO3- <-> CO2 + H2O}}}
Normale waarden:
- PCO2 4,7 - 6,4 kPa.
- Concentratie HCO3: 21,0 - 27,0 mmol/l.

Wanneer de concentratie CO2 stijgt, daalt de pH en wanneer de concentratie CO2 daalt, dan stijgt de pH.